# Ius commune
Cet article concerne le concept juridique. Pour les autres significations, voir Droit commun.
Ius commune (en français : « droit commun ») désigne l'ensemble des règles qui s'appliquent de façon générale à un territoire donné.
Il s'oppose ainsi au ius singulare qui est un droit spécial pour certains groupes de la population, des biens, ou des relations juridiques (car il s'agit d'une exception aux principes généraux du système juridique), généralement contraire au droit ordinaire (ius commune).
En droit romain, le ius commune  est, d’après la glose et les commentaires des textes antiques, le droit romano-civiliste non-codifié formant la base commune de l’enseignement universitaire et de la science juridique. Il est commun à tout l’Occident, avec le droit canonique.

## Leius communeau Moyen Âge

### Les glossateurs
Issu du Digeste et des Institutes du Code Justinien, des auteurs médiévaux vont découvrir ces textes, ce qui permettra alors l'essor de la doctrine romaine par les commentaires des glossateurs tel qu'Irnerius. Des écoles vont alors faire leur apparition en Europe. La plus connue reste Bologne où les étudiants viennent y suivre les cours de glose.